# Iča (Kamčatka)
La Iča (in russo Ича?) è un fiume della penisola di Kamčatka nell'Estremo Oriente russo. Scorre nei rajon Bystrinskij e Sobolevskij del Territorio della Kamčatka e sfocia nel Mare di Ochotsk.
Il fiume ha origine dal ghiacciaio del versante meridionale del vulcano Ičinskaja Sopka (Catena Centrale) e scorre in direzione mediamente nord-occidentale. La sua lunghezza è di 233 km, l'area del bacino è di 4 530 km². Nella parte inferiore scorre attraverso una pianura molto paludosa, il canale è diviso in diversi rami e canali. Sfocia in una laguna poco profonda che si estende lungo la costa, separata dal mare di Ochotsk da bassi fondali di sabbia e ciottoli.